# Llacuna Mareòtida
La Llacuna Mareòtida o Maria (en grec antic Μαρεῶτις o Μαρεία λίμνη) era un llac situat a la part nord del delta del Nil, modern Birket-el-Mariut, paral·lel a la mar Mediterrània de la que estava separada per una estreta llengua de terra arenosa. S'estenia cap al sud-oest de la Branca canòpica del Nil.
La part occidental era a uns 40 km d'Alexandria i limitava amb el desert de Líbia. Tenia uns 150 estadis d'amplada i uns 500 de llargada. Estava connectada per un canal al Portus Eunostus, el port d'Alexandria. Les ribes del llac estaven plantades d'olivers i vinya, i el papir que s'hi produïa era alabat per la seva qualitat. A les seves ribes s'aixecaven les cases de camp dels rics mercaders alexandrins. Segons Estrabó era un lloc famós pel seu comerç a través del Nil. La comarca formava l'anomenat nomós Mareòtic (Μαρεώτης Νόμος) que probablement no era cap dels existents a l'antic Egipte.
La manca de manteniment dels canals durant l'època dels governadors romans i després sota els àrabs va fer retirar les aigües de la rodalia. L'any 1801 els britànics van trencar la llenca de terra que el separava del mar i van inundar la zona amb aigua salada per foragitar als francesos que ocupaven Alexandria. Muhammad Ali va reparar després les destrosses.